# Palaeorhiza helena
Palaeorhiza helena är en biart som beskrevs av Hirashima och Roberts 1984. Palaeorhiza helena ingår i släktet Palaeorhiza och familjen korttungebin. Inga underarter finns listade i Catalogue of Life.